# Route nationale 235
Pour la nationale 235 belge, voir N235.
La route nationale 235 ou RN 235 était une route nationale française reliant Amiens à Yzeux. Avant la réforme de 1972, elle était numérotée RN 35. Elle a été déclassée en RD 1235 en 2006. 

## Ancien tracé d'Amiens à Yzeux (D 1235)
- Amiens
- Dreuil-lès-Amiens
- Ailly-sur-Somme
- Breilly
- Picquigny
- La Chaussée-Tirancourt
- Belloy-sur-Somme
- Yzeux